# Nederlandse gemeenteraadsverkiezingen 1978
De Nederlandse gemeenteraadsverkiezingen 1978 waren reguliere gemeenteraadsverkiezingen in Nederland. Zij werden gehouden op 31 mei 1978.

## Geen verkiezingen in verband met herindeling
In de volgende gemeenten werden op 31 mei 1978 geen reguliere gemeenteraadsverkiezingen gehouden omdat zij recent betrokken (geweest) waren bij een herindelingsoperatie:
- Herindeling per 1 januari 1978

In de gemeenten Buren, Geldermalsen, Neerijnen en Tiel waren al herindelingsverkiezingen gehouden op 21 september 1977.
- Herindeling per 1 juli 1978

In de gemeente Egmond werden herindelingsverkiezingen gehouden op 31 mei 1978.
- Herindeling per 1 januari 1979

In de gemeenten Andijk, Bangert, Hoorn, Noorder-Koggenland, Obdam, Opmeer, Stede Broec, Venhuizen, Wervershoof, Wester-Koggenland en Wognum werden herindelingsverkiezingen gehouden op 8 november 1978.

## Opkomst
| 1978              | # stemmen | %     |
| ----------------- | --------- | ----- |
| Kiesgerechtigden  | 9.568.950 |       |
| Niet opgekomen    | 2.517.937 | 36,31 |
| Opkomst           | 7.051.013 | 73,69 |
| Ongeldige stemmen | 21.246    | 0,30  |
| Blanco stemmen    | 13.360    | 0,19  |
| Geldige stemmen   | 7.016.407 | 99,51 |

## Landelijke uitslagen
| Naam partij                     | # stemmen | % stemmen |
| ------------------------------- | --------- | --------- |
| overige partijen en combinaties | 1.285.525 | 18,32     |
| CDA                             | 2.264.694 | 32,28     |
| PvdA                            | 1.704.275 | 24,29     |
| VVD                             | 988.322   | 14,09     |
| D66                             | 259.451   | 3,70      |
| SGP                             | 163.673   | 2,34      |
| CPN                             | 133.444   | 1,90      |
| PPR                             | 74.107    | 1,06      |
| PSP                             | 65.279    | 0,93      |
| GPV                             | 60.303    | 0,86      |
| Boerenpartij                    | 5.854     | 0,08      |
| DS'70                           | 3.011     | 0,04      |

.